# Alan Lillington
Alan Lillington (Alan William Lillington; * 4. September 1932 in South Shields) ist ein ehemaliger britischer Sprinter.
1952 erreichte er bei den Olympischen Spielen in Helsinki über 100 m das Viertelfinale.
Bei den British Empire and Commonwealth Games 1954 in Vancouver schied er über 100 Yards im Vorlauf aus und kam mit der englischen 4-mal-110-Yards-Stafette auf den vierten Platz.
Seine persönliche Bestzeit über 100 Yards von 9,9 s stellte er 1952 auf.